# 東京都の区市町村歌一覧
東京都の区市町村歌一覧（とうきょうとのくしちょうそんかいちらん）は、日本の東京都に属する特別区および市町村で制定されている、もしくは過去に制定されていた区歌・市町村歌などの自治体歌やそれに準じた楽曲の一覧である。なお、一覧の順序は全国地方公共団体コード順による。
東京都区部の区歌については、区歌#東京都の特別区歌も参照のこと。

## 概説
戦前の東京府において最初の市歌は、1907年（明治40年）に東京市が制定した「東京唱歌」とされているが、この「東京唱歌」は市民の酷評に遭い短期間で有名無実化してしまった。大正に入り、後藤新平東京市長が提唱した『東京市民読本』刊行に合わせ改めて市歌が制定されることになったが、結果発表は永田秀次郎市長に代替わりした1924年（大正13年）になってからで、市歌としての制定は関東大震災のためさらに延期され1926年（大正15年）にようやく実現した。
1943年（昭和18年）の東京都制により東京府と東京市は解体・再編されて東京都となり、旧東京市の行政区から継承された35特別区が戦後に再編されて現在の23区が成立した。各区は1949年（昭和24年）の新宿区を皮切りに、市歌に準じた区歌を制定するようになった。2020年（令和2年）現在は江東区を除く22区で区歌が制定されているが、その江東区では2015年（平成27年）に民間で作成された音頭を「区民音頭」のような扱いで追認している。中野区では2015年（平成27年）に1950年（昭和25年）制定の初代区歌を廃止して2代目の区歌を制定し、大田区は2017年（平成29年）の合併70周年を記念して現行の区歌とは別にイメージソングを作成した。
多摩地域では、東京市に次いで1917年（大正6年）に市制施行した八王子市が戦前から市歌を制定している。東京市、八王子市に続き、3番目に1940年（昭和15年）に市制施行した立川市が戦後の1957年（昭和32年）に市歌を制定した。また1950年（昭和25年）に市制施行した三鷹市が3年後の1953年（昭和28年）に市歌を制定している。1942年（昭和17年）に町制施行した東村山町（現・東村山市）が市制施行前の1961年（昭和36年）に「東村山音頭」を発表し、北多摩地域を中心に市民音頭のみを有する市が目立っていたが、その後は市制施行が相次ぐにつれ、市制○周年記念などの節目に市歌を制定する自治体が増加した。
島嶼部では八丈町が2014年（平成26年）に新しく町歌を制定したが全体の制定率は半数強に留まっており、ご当地ソングが町村歌の代わりに愛唱される場合もある。

## 区部
- 東京市歌 - 1923年（大正12年）発表、1926年（大正15年）制定

作詞：高田耕甫 作曲：山田耕筰
詞・曲とも著作権の保護期間を満了（パブリックドメイン）。
旧東京市の市歌である。東京都制により東京市が廃止された後の1947年（昭和22年）に「東京都歌」が制定されているが、東京都生活文化局では都歌と併せて紹介している。

### 特別区の区歌
千代田区
- 千代田区歌[12] - 1957年（昭和32年）3月15日制定

作詞：佐藤春夫　作曲：山田耕筰
詞・曲とも著作権保護期間満了。
中央区
- 中央区の歌「わがまち」[13] - 1987年（昭和62年）3月15日制定

作詞：荒木忠雄　補作：岩谷時子　作曲：山本直純
区制40周年記念。歌詞は公募により選定。
港区
- 港区歌[14] - 1949年（昭和24年）7月30日制定

作詞・選定：港区　作曲：山田耕筰　補作詞・編曲：山本直純
2007年（平成19年）に歌詞の一部を変更し、同年3月10日付で再制定された。
新宿区
- 大新宿区の歌[15] - 1949年（昭和24年）3月15日制定

作詞：服部嘉香　作曲：平岡均之
23区で最初に制定された区歌。
1991年（平成3年）に東京都庁舎が西新宿へ移転したことに伴い、前述の千代田区歌に代わり「都庁所在地の自治体歌」となった。
文京区
- 文京区歌[16] - 1951年（昭和26年）3月1日制定

作詞：佐藤春夫　作曲：弘田龍太郎　編曲：山田年秋
作詞者の佐藤春夫は文京区関口在住、作曲者の弘田龍太郎は文京区本郷在住。
歌詞は初め一般公募を実施したが、入選作が前年制定の「山梨県の歌」の盗作であったとして撤回され、区内在住の佐藤春夫に作詞を依頼。なお当初の入選者は同年制定された「神戸市歌」の一般公募で入選し汚名返上している（神戸市歌#神戸市歌（1938年制定）も参照）。
台東区
- 台東区の歌[18] - 1964年（昭和39年）10月1日制定

作詞：土岐善麿　作曲：渡辺浦人
作詞者の土岐善麿は浅草区浅草松清町（現・台東区西浅草）出身。
墨田区
- 花 - 1900年（明治33年）発表、1990年（平成2年）3月指定[19]

作詞：武島羽衣　作曲：瀧廉太郎
もとは歌曲集『四季』（共益商社出版）収録の唱歌であったが、区にゆかりのある楽曲として公募により「区民の愛唱歌」に指定された。
東京メトロ銀座線浅草駅の発車メロディとして使用されている。
江東区
- 江東水彩音頭[7] - 2015年（平成27年）発表[20]

作詞：寺崎敏夫 作曲：井上現 編曲：大森久雄
作詞者と作曲者は共に区内在住で、発案した作曲者の急逝後に作詞者が引き継いで完成させた。作成時に区は関わっていなかったが、2017年に区が「KOTO活き粋体操」の一部として採用したことにより事実上の「区民音頭」となっている。
東京23区内では唯一、正式な区歌が未制定となっている。
区としては「今後の研究課題にする」としつつも、2019年時点で具体的な区歌制定の予定はない。
江東区非公式愛唱歌として「深川」（作詞・作曲：岡野勇仁、歌唱：松平敬）が存在する。
2013年4月26日と2016年10月14日に、墨田区の両国門天ホールで開催された「東京23区 区歌・愛唱歌を歌う」コンサートでは、他区の区歌・愛唱歌と並んで「深川」が演奏された（歌唱：松平敬、ピアノ伴奏：岡野勇仁）。
なお江東区は、戦後に旧深川区（旧東京15区・深川地区）と旧城東区（亀戸地区）が合併して成立し、その後東京湾埋立地に夢の島や臨海副都心などの地区が発展したという歴史的経緯があり、江東区の代表として「深川」の曲を愛唱歌とすることに対しては旧城東区域の住民から批判もある（また2015年11月13日『タモリ倶楽部』で「江東区の区歌を勝手に作ろう」という企画が放送された際も「歌詞に具体的な地域性が乏しい」という批判があった）。このような江東区の歴史的・地域的事情に加え、多摩地域の東大和市では市歌制定の経緯をめぐって住民訴訟が起こされた例もあり（#市部の節を参照）、江東区も現状では区歌制定に消極的な姿勢である。
品川区
- 品川区民の歌[23] - 1963年（昭和38年）3月制定

作詞：橋本伽耶　補作：岩佐東一郎　作曲：服部良一
目黒区
- 目黒区のうた「めぐろ・みんなの歌」[24] - 1980年（昭和55年）9月20日制定

作詞：杉崎悦子　補作：西沢亮　作曲：藤山一郎　編曲：横山菁児
目黒区公式サイトに記載なし。
17時の防災行政無線で曲が使用されている。
大田区
- 大田区歌[26] - 1954年（昭和29年）制定

作詞：向井みどり　補作：高橋掬太郎　作曲：山田耕筰
歌唱：伊藤久男、安西愛子
歌詞は公募で東雪谷在住の区民の作品が採用、区内在住の作曲家・高橋掬太郎が補作。
- 大田区イメージソング「笑顔、このまちから」[9][27] - 2016年（平成28年）4月26日発表

作詞：湯川れい子　作曲・編曲：千住明
2017年の区制（旧大森区・蒲田区合併）70周年記念に制定（区歌の代替わりではない）。区内在住・在勤・在学者を対象に曲の題材を公募し、それをもとに作成。作曲者の千住明は区内にある羽田空港第2ターミナルのBGMも作曲。
世田谷区
- 世田谷区の歌「緑と風と翼」[28] - 1981年（昭和56年）8月1日制定

作詞：川口いせ子　補作：喜多條忠　作曲：小林亜星　編曲：高田弘
区公式サイトに記載はあるが、区公式サイトのFAQ「よくある質問」では「旧世田谷区の歌」という扱いになっている。
- 21世紀せたがやのうた「おーい せたがや」[31] - 2005年（平成17年）10月29日制定

作詞：山花梨恵　作曲：井上鑑
歌詞は区内の小中学生から公募、作曲者の井上鑑は区内在住。
渋谷区
- 渋谷区の歌「渋谷・愛の街」[32] - 1978年（昭和53年）11月1日制定

作詞：保富康午　作曲：都倉俊一　編曲：田辺信一
中野区
- 未来カレンダー Forever Nakano[8] - 2015年（平成27年）3月13日制定

作詞：阿木燿子　作曲：宇崎竜童
2代目の区歌である。
初代区歌「中野区歌」については、#廃止された区市町村歌を参照。
杉並区
- 杉並区歌[33] - 1982年（昭和57年）8月制定

作詞：佐藤有弘　補作：加藤省吾　作曲：遠藤実　編曲：只野通泰
豊島区
- 豊島区歌[34] - 1961年（昭和36年）9月29日制定

作詞：岡本淳三　作曲：中田喜直
区総合庁舎完成を記念して制定。歌詞は一般公募。
- 豊島区民の歌「としま未来へ」[34] - 2003年（平成15年）4月1日制定

作詞：今井英昭、佐藤有弘　補作・作曲：さだまさし
区制70周年記念。歌詞は全国から公募。
北区
- 北区のうた[35] - 1990年（平成2年）1月28日制定

作詞：井関謙　作曲：團伊玖磨
荒川区
- 荒川区歌[36] - 1950年（昭和25年）10月1日制定

作詞：竹耶里素秋　補作：選定審査会 作曲：内藤清五
2019年現在、荒川区公式サイト「荒川区の歌」に記載なし。
- 荒川区民の歌「あらかわ 〜そして未来へ」[38] - 1982年（昭和57年）10月1日制定

作詞：高野政義　補作：夢虹二　作曲：弦哲也　編曲：若松正司
区制50周年記念。17時の防災行政無線で曲を使用。
板橋区
- 板橋区愛唱歌「愛するふるさと」[39][40] - 1982年（昭和57年）制定

作詞：薩摩忠　作曲：山本直純
区制50周年記念愛唱歌。区公式サイトには「区歌」としての紹介ページはなし。
この曲に合わせて作られた「ふるさといたばし体操」があり、板橋区スポーツ振興課のページで「昭和57年に区制50周年を記念して作られた「愛するふるさと」（薩摩　忠作詞・山本直純作曲）の曲に合わせて作られた、ストレッチ運動を取り入れた体操です。」として紹介され、体操のBGMとして曲を聴くことができる。
練馬区
- 練馬区の歌「わが街・練馬」[43] - 1989年（平成元年）10月8日制定

作詞：久野幸子　補作：松永伍一　作曲：川崎祥悦
歌詞は区民から公募、作曲者の川崎祥悦は区内在住。
足立区
- 足立区の歌「わがまち足立」[44] - 1982年（昭和57年）制定

作詞：橋本完寿郎　補作・作曲：團伊玖磨
区制50周年記念。
葛飾区
- 葛飾区歌[45] - 1951年（昭和26年）3月31日制定[46]

作詞：佐々木源三郎　作曲：平井保喜
歌詞は全国から公募。
区公式サイト内「葛飾区史」に歌詞のみ掲載。また区歌に合わせて作られた「かつしかはつらつ体操」があり、体操のBGMとして曲を聴くことができる。「かつしか郷土かるた」の読み札には「【く】区歌うたう 光と希望 力あり」が採られている。
江戸川区
- 江戸川区歌[50] - 1965年（昭和40年）9月制定

作詞：岡久美子、 作曲：清水保雄
制定当初からの1〜3番の歌詞は全国から公募したもの。
2020年東京オリンピック・パラリンピック開催にあわせ、2016年1月に4番の歌詞を公募により追加。区立葛西第二中学校3年1組6班の作品が採用された。2021年までの期間限定で使用された。

## 市部
八王子市
- 八王子市歌[52] - 1936年（昭和11年）制定

作詞：北原白秋　作曲：山田耕筰
市制20周年記念。市制施行は1917年（大正6年）10月1日。
歌詞・旋律とも著作権の保護期間を満了。多摩地域では初の市歌であり、戦前から変わらず使用されている。現行の東京都の区市町村歌としては最古のものである。
立川市
- 立川市民歌[53] - 1957年（昭和32年）制定

作詞：野原正作　作曲：山内一明
市制施行は1940年（昭和15年）12月1日。戦後の1957年1月に立川市民合唱団が発足、市民歌の歌詞を公募。4月に埼玉県川越市の応募者の作品が入選。6月に曲を公募、曙町在住の市民の作品が入選。募集作品の選定は選定は立川市民合唱団が行い、その後市民歌として立川市文化連盟選定となる。
武蔵野市
- むさしの市民の歌[54] - 1962年（昭和37年）11月制定

作詞：飯沢滋子　作曲：中田喜直
市制15周年記念（市制施行は1947年11月3日）。
三鷹市
- 三鷹市民の歌[55] - 1953年（昭和28年）11月3日制定

作詞：河西新太郎　作曲：芥川也寸志
市制3周年記念（市制施行は1950年11月3日）、歌詞は一般公募。多摩地域で2番目に制定された市歌である。
青梅市
- 青梅市民の歌[56] - 1961年（昭和36年）11月11日制定

作詞：吉岡敬一郎　作曲：石井光　補作曲・編曲：下総皖一
市制10周年記念。
府中市
- 府中市の歌[57] - 1969年（昭和44年）10月5日制定

作詞：村野四郎　作曲：平井康三郎
作詞者の詩人・村野四郎は北多摩郡多磨村上染谷（現・府中市白糸台）出身。府中市郷土の森博物館内には村野四郎記念館がある。村野四郎が作詞した童謡「ぶんぶんぶん」が、京王電鉄府中駅の発車メロディとして使用されている。
作曲者の平井康三郎は、市立府中第三小学校の校歌も作曲している。
昭島市
- （未制定）

市公式サイト「市の紹介」に市歌に関する記載なし。
小金井市が2018年（平成30年）の市歌制定に際して作成した「多摩地域市歌調査一覧」には記載なし。
市が作成時に後援した市民音頭として1960年（昭和35年）発表の「昭島音頭」、1984年（昭和59年）に市制30周年記念で発表された「新あきしま音頭」が存在し、両曲とも日本コロムビアがレコードを作成している。
調布市
- 調布市民の歌「わが町調布」[62] - 1975年（昭和50年）制定

作詞：鈴木登美子　補作：菅原克己　作曲：高野美代子　編曲：戸田育郎
市制20周年記念（市制施行は1955年4月1日）。市歌ではなく「市民の歌」とした理由は、すべて市民の手で作るというコンセプトにしたため。
『市報ちょうふ』1975年2月20日号で歌詞を市民から公募、西つつじケ丘在住の市民の歌詞が入選。歌詞に合わせて曲を公募し、小島町在住の市民の曲が入選。演奏は調布市立小学校合唱団と調布市青少年吹奏楽団。歌詞補作の菅原克己は佐須町在住の詩人、編曲の戸田育郎は市内のマザーコーラス指導者で、レコード盤ジャケットのモデルも市民が務めている。
2013年（平成25年）4月1日より、16時45分の防災行政無線チャイムが「わが町調布」のメロディに変更されている。
町田市
- 町田市歌[65] - 1963年（昭和38年）5月4日制定

作詞：花田鶴彦　作曲：明本京静
JリーグFC町田ゼルビアの応援歌（チャント）としても使用されている。
小金井市
- 小金井市歌「光さす野辺」[66] - 2018年（平成30年）10月1日制定[67]

作詞：林望　作曲：信長貴富
- 小金井市民愛唱歌「夢みる町」[66] - 2018年（平成30年）10月1日制定[67]

作詞：林望　作曲：深見麻悠子
市制施行60周年記念。それまで市歌はなかったが初の制定となる。
作詞者の林望は市内在住で小金井市観光大使も務める。
どちらの曲も市歌としては珍しく、歌詞に「小金井」「小金井市」の地名が登場しない。市歌「光さす野辺」の歌詞には、市名の由来とされる国分寺崖線（はけ）の湧水を指す「黄金（こがね）の水」という言葉はある。
小平市
- 小平市歌[70] - 1954年（昭和29年）5月15日制定[71]

作詞：勝承夫 作曲：下総皖一
旧北多摩郡小平町の町制10周年を記念し「小平町歌」の表題で制定された。1962年（昭和37年）の市制施行後は「小平市歌」に改題して引き継がれ、1983年（昭和58年）に告示されている。市のサイトには歌詞・作詞作曲者などの説明なし。
日野市
- 日野市歌[72] - 1983年（昭和58年）1月1日制定

作詞・作曲：日野市中学校教育研究会音楽部会
17時30分（冬季は16時30分）の防災行政無線チャイムにメロディが使用されている。
東村山市
- 東村山音頭[74] - 1961年（昭和36年）発表

作詞：土屋忠司　作曲：細川潤一
東村山町農業協同組合（現在の東京みらい農業協同組合）が市制施行を記念し、東村山町（市制施行前）役場の協賛を得て作成した。作詞者の土屋忠司は当時の武蔵野市水道部長。
志村けんによるカバーバージョンで全国的に有名になったほか、市制施行50周年記念に2014年12月1日から2016年3月31日までの期間限定で、西武鉄道東村山駅で発車メロディに使用された。
東村山音頭のほか、1975年（昭和50年）に制定された体育歌「健康よこんにちは」（作詞：須田茂樹、作曲：山田賀三）が例規集に掲載されている。
国分寺市
- 国分寺市の歌[77] - 1978年（昭和53年）制定

作詞：渡辺登　補作詞：山本和夫　作曲：笠原勤　編曲：菅野光亮
日本国憲法・地方自治法施行30周年記念。
前年に市報で歌詞を公募、市内在住の詩人・山本和夫が補作。1978年に曲を市報で公募、市内在住の音楽家・菅野光亮が編曲。レコードの歌唱は芹洋子、多摩少年少女合唱団。
国立市
- 国立市の歌[78] - 1967年（昭和42年）9月25日制定

作詞：長友貞雄　作曲：水野隆司
市役所の西側に歌碑がある。
福生市
- 福生市の歌[79] - 1980年（昭和55年）7月1日制定

作詞：設楽千代子　補作：丘灯至夫　作曲：團伊玖磨
狛江市
- 狛江市の歌「水と緑のまち」[80] - 1977年（昭和52年）制定

作詞：加藤弘　作曲：山根京子　編曲：小林照
2012年（平成24年）10月1日より、17時の防災行政無線チャイムが「水と緑のまち」のメロディに変更された。
2013年（平成25年）9月1日より、小田急線狛江駅の発車メロディとして使用されている。
東大和市
- 東大和市の歌「輝る未来へ」[81] - 1993年（平成5年）10月1日制定

作詞：北川賢二　作曲：猪股研介　補作：田口雅夫　監修・編曲：坂田晃一
補作の作曲家・田口雅夫は市内在住のため依頼された。東大和市立第五小学校の創立50周年記念歌も作曲している。
制定前年より歌詞を公募、1993年（平成5年）3月15日から5月31日にかけて曲を公募。入選作品を補作した曲を同年9月15日付『東やまと市報』に掲載し発表、10月1日の市制施行記念日に制定し、記念式典で合唱曲として披露した。これに対し、作曲者と作詞者および作成委員数名から「補作により原曲を改変しすぎている」との意見が出たため、1994年（平成6年）3月に再度編曲された上でカセットテープがリリースされた。この際に、市のイメージソング2曲も制作され同時収録されている。
この曲の制定経緯に関しては、編曲やり直しのための支出の是非をめぐり行政訴訟が提起されたが、東京地裁判決では原告の請求は棄却され、市側の勝訴となっている。
清瀬市
- 清瀬讃歌[71] - 1997年（平成19年）10月発表

作詞：星野哲郎 作曲：池辺晋一郎
1996年（平成18年）に市内の日本社会事業大学が創立50周年記念を迎えるに当たり、京極高宣学長が当時の星野繁市長に「清瀬を励まし、元気が出るような歌を作りませんか」と提案したことを機に作成された。作詞・作曲とも公募でなく専門家への依頼で、当時の市広報では提案者と市の部課長会・係長会が費用を負担したことが紹介されている。
小金井市が2018年（平成30年）の市歌制定に際して作成した「多摩地域市歌調査一覧」には記載なし。
東久留米市
- 東久留米市民の歌「花の咲く街」[84][85] - 1971年（昭和46年）10月1日制定

作詞：宮澤章二 作曲：田中利光
市制施行（1970年10月1日）を記念して翌1971年（昭和46年）に制定。同時に「東久留米音頭」（作詞：サトウハチロー、作曲：田中利光、編曲：若松正司）が制定されている。
市公式サイト「東久留米市のプロフィール」から記載が消えているが、市民の歌として行事などで演奏されている。
武蔵村山市
- 我がまち武蔵村山 - 1996年（平成8年）発表

作詞：豊泉定二郎 作曲：寺沢一馬
- 花の遊歩道 - 1996年（平成8年）発表

作詞：松田昭男 作曲：寺沢一馬
2曲いずれも、日本コロムビア委託製造の「武蔵村山音頭」（作詞：野崎秀孝、作曲：寺沢一馬）シングルCD（GSS-1285-CP）およびカセットテープ（COS-11152-CP）に同時収録された市民愛唱歌である。小金井市が2018年（平成30年）の市歌制定に際して作成した「多摩地域市歌調査一覧」には「市歌ではなく他の位置づけの曲目がある」と記載されている。
多摩市
- 多摩市民の歌「空は虹晴れ」[87][88]

作詞：清水みのる　作曲：小田紀子
多摩市公式サイトに記載なし。制定時期は不明だが、1976年（昭和51年）版の市勢要覧に掲載されている。
稲城市
- 稲城市歌 - 2021年（令和3年）11月1日制定[89]

作詞：朝倉修 作曲：高橋有紀
市制50周年記念。作詞・作曲とも一般公募。
2023年（令和5年）3月から、市の防災行政無線のメロディが従来の「夕焼け小焼け」から「稲城市歌」のオルゴールバージョンへ変更された。
- 「愛の街 稲城」 - 2009年（平成21年）10月発表[91]

作詞・作曲：シルヴィア
イメージソング。シルヴィアの生前最後の作品としても知られる。なお、稲城市コミュニティバスの愛称も「i（あい）バス」である。
稲城市歌の制定以前は、稲城市公式サイトには「稲城梨唄」「稲城繁盛節」のみ記載されていた。
羽村市
- 羽村市の歌「このふるさとに」[93]

作詞：能登濱吉　補作：内山登美子　作曲：中田喜直
- 「出会いの街」

作詞：中島敬子　補作：内山登美子　作曲：髙木東六
イメージソング。市公式サイトには「このふるさとに」のみ記載。
小金井市が2018年（平成30年）の市歌制定に際して作成した「多摩地域市歌調査一覧」には、市歌として「このふるさとに」、「他の位置づけの曲目」として「出会いの街」が記載されている。
あきる野市
- 「美しい街のバラード」[94]

作詞：原和美　作曲：花岡優平
イメージソング。市公式サイトに記載なし。
小金井市が2018年（平成30年）の市歌制定に際して作成した「多摩地域市歌調査一覧」には「市歌ではなく他の位置づけの曲目がある」と記載されている。
西東京市
- 西東京市歌「大好きです、西東京」[95] - 2004年（平成16年）1月21日制定

作詞：深澤薫　補作・作曲：小椋桂　編曲：川辺真
歌詞は市内在住・在勤・在学者から公募。オリジナル曲、マーチ風、音頭風の3つのアレンジがある。
2001年1月21日、田無市・保谷市が合併して西東京市が発足。合併3周年を記念して制定。
市町村合併により新規に制定された正式な市歌としては、東京都内で唯一のものとなる。
合併前の保谷市にも「保谷市歌」が存在したが合併とともに廃止。「保谷市歌」については、#廃止された区市町村歌を参照。
また合併前の両市にはそれぞれ、「田無音頭」「田無小唄」と「保谷音頭」が存在した。

## 町村部

### 多摩地域
西多摩郡瑞穂町
- 瑞穂町歌[98] - 1974年（昭和49年）8月17日制定

作詞：福井水明　作曲：斎藤高順
1974年8月17日「瑞穂町産業まつり」で「瑞穂音頭」とともに発表。
西多摩郡日の出町
- ひので理想郷[99] - 1993年（平成5年）制定

町制20周年記念
西多摩郡檜原村
- （不明）

西多摩郡奥多摩町
- （不明）

### 島嶼部
大島町
- 大島町愛唱歌「島むすめ」[100] - 1996年（平成8年）11月1日制定

作詞：森繁久彌、松本礼児　作曲：穂口雄右
利島村
- （不明）

新島村
- （不明）

神津島村
- （不明）

三宅村
- 我が心の三宅島 - 1987年（昭和62年）制定[101]

作詞：阿久悠　作曲：中田喜直
御蔵島村
- 御蔵島唄[102]

作詞：二宮康　作曲：弦哲也
八丈町
- 八丈町歌「八丈島の歌」[103] - 2014年（平成25年）12月8日制定

作詞：保岡直樹　作曲：高橋一美
町制60周年記念。
青ヶ島村
- 青ヶ島の歌[要出典]

作詞：藤間哲郎　作曲：櫻田誠一
青ヶ島の歌として「池ノ沢」「もうもう牛さん」があり、村の行事や防災行政無線で使用される。
小笠原村
- （不明）

1968年（昭和43年）にアメリカ合衆国施政権下から日本返還時に記念式典で演奏された式歌「小笠原返還の歌」（作詞：大平京子、作曲者不詳）が現在も継承され、村の行事で演奏されている。作詞者の大平京子は、無人島だった父島に1830年（文政13年）最初に定住したうちの一人で、ペリーから島の行政長官に任命されたナサニエル・セイヴァリーの子孫である。

## 廃止された区市町村歌
東京市
- 東京市童謡 - 1926年（大正15年）制定

作詞：吉田栄次郎　作曲：山田耕筰
「東京市歌」と同時に子供向けの市民愛唱歌として歌詞の公募が行われた。
- 大東京市歌 - 1932年（昭和7年）発表

作詞：梯道雄　作曲：船橋栄吉
東京市が周辺の町村編入により15区から35区へ市域を拡大したことを記念し、東京日日新聞が東京市の協賛を得て選定した記念歌。
中野区
- 中野区歌[106] - 1950年（昭和25年）8月制定

作詞：吉田敬文　補作・作曲：堀内敬三
2015年（平成27年）の2代目区歌制定に伴い廃止。
保谷市
- 保谷市歌 - 1967年（昭和42年）制定[107]

作詞・作曲不明。2001年1月21日、田無市・保谷市が合併し西東京市が発足。合併に伴い廃止。
南葛飾郡松江町
- わかき松江[108] - 1929年（昭和4年）制定

作詞：北原白秋　作曲：山田耕筰